# Ferringsee

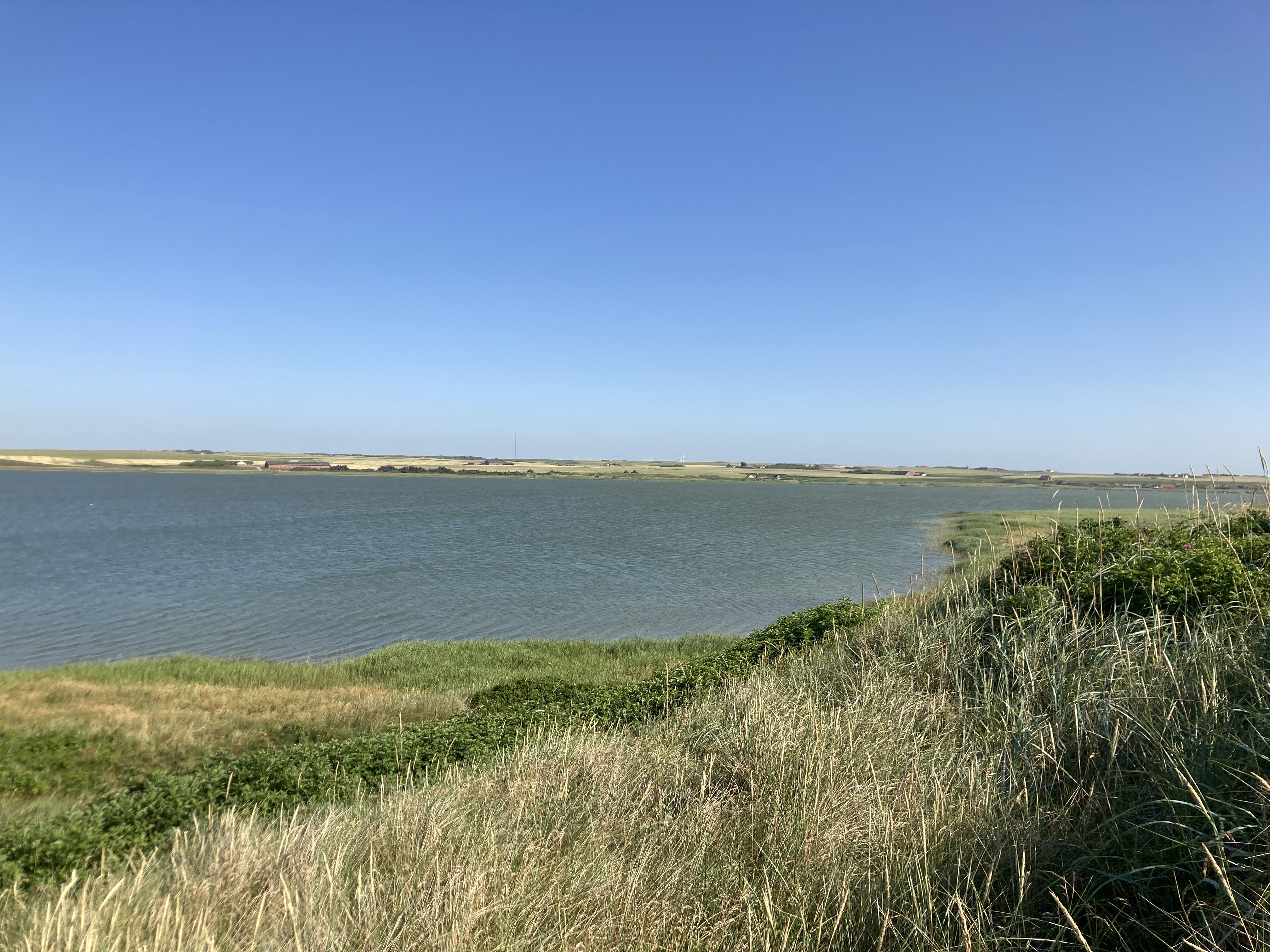
Blick auf den Ferringsee, Juli 2021

Der Ferringsee (dänisch Ferring Sø) ist ein 317 Hektar großer Brackwassersee in Westjütland in der Lemvig Kommune rund zehn Kilometer westlich vom Ort Lemvig. Der See liegt etwas nördlich vom gleichnamigen Dorf Ferring und hat eine durchschnittliche Tiefe von 1,4 Metern sowie eine maximale Tiefe von 2,4 Metern. Lediglich ein schmaler Küstenstreifen trennt den See von der offenen Nordsee.
Eine alte Steilküste grenzt den See in östlicher Richtung ein. Auf der Westseite, die ans Meer grenzt, liegt eine Dünenlandschaft. Ein etwa zehn Kilometer langer Weg für Fußgänger und Radfahrer führt um den See herum. Am Rande des Weges befinden sich an mehreren Stellen Tische und Bänke. Auf der östlichen Seite des Sees führt der Weg durch eine eiszeitlich geprägte Hügellandschaft mit hohen, steilen Hängen, welche früher die Küstenlinie bildeten. Ein Radweg führt als Teil des Nordseeradwegs zwischen dem Meer und dem See entlang.

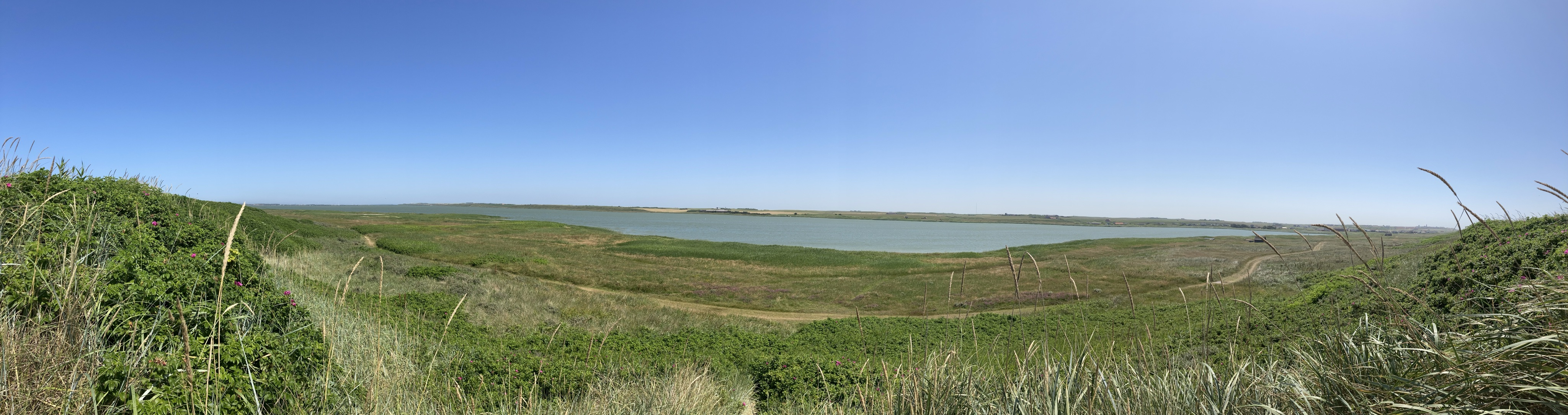
Panoramablick auf die Dünenlandschaft und den Ferringsee, Juli 2021